# ファビオ・ロベルト・ゴメス・ネット
ファビオ・ロベルト・ゴメス・ネット（Fábio Roberto Gomes Netto、1997年5月25日 - ）は、ブラジル・サンパウロ出身のサッカー選手。アトレチコ・ミネイロ所属。ポジションはフォワード。

## 来歴
ナシオナルSPの下部組織からグレミオ・オザスコの下部組織に移り、傘下のGOアウダックスのトップチームに登録されるが、ほどなくしてオエステFCに移籍。CAカルロス・レナウクスへの期限付き移籍を経て、2019年シーズンのカンピオナート・ブラジレイロ・セリエBで得点ランキング2位となる15ゴールを記録した。
2020年1月7日、アルビレックス新潟に移籍するも、同年9月17日に酒気帯び運転を行ったとして、同乗していたペドロ・マンジーとも共に10月19日を以って契約解除となった
2021年2月5日、ニューヨーク・レッドブルズにローン移籍で加入した。

## 個人成績
| 国内大会個人成績 | 国内大会個人成績 | 国内大会個人成績 | 国内大会個人成績 | 国内大会個人成績 | 国内大会個人成績 | 国内大会個人成績 | 国内大会個人成績 | 国内大会個人成績 | 国内大会個人成績 | 国内大会個人成績 | 国内大会個人成績 |
| 年度             | クラブ           | 背番号           | リーグ           | リーグ戦         | リーグ戦         | リーグ杯         | リーグ杯         | オープン杯       | オープン杯       | 期間通算         | 期間通算         |
| 年度             | クラブ           | 背番号           | リーグ           | 出場             | 得点             | 出場             | 得点             | 出場             | 得点             | 出場             | 得点             |
| 日本             | 日本             | 日本             | 日本             | リーグ戦         | リーグ戦         | リーグ杯         | リーグ杯         | 天皇杯           | 天皇杯           | 期間通算         | 期間通算         |
| ---------------- | ---------------- | ---------------- | ---------------- | ---------------- | ---------------- | ---------------- | ---------------- | ---------------- | ---------------- | ---------------- | ---------------- |
| 2020             | 新潟             | 9                | J2               | 19               | 5                | -                | -                |                  |                  |                  |                  |
| 通算             | 日本             | 日本             | J2               | 19               | 5                | -                | -                |                  |                  |                  |                  |
| 総通算           | 総通算           | 総通算           | 総通算           | 19               | 5                | 0                | 0                |                  |                  |                  |                  |